# 盧根茨·多爾特
盧根茨·多爾特（英語：Luguentz Dort，1999年4月19日—）為加拿大職業籃球運動員，場上主打得分後衛與小前鋒位置，現效力於NBA奧克拉荷馬城雷霆。大學就讀亞利桑那州立大學效力於亞利桑那州大太陽魔鬼男子籃球隊，參加2019年NBA選秀落選。

## 早年生活
多爾特出生于加拿大魁北克省蒙特婁，父母是海地人，他們在21歲左右時從聖馬克搬到加拿大。在蒙特婁北部長大的多爾特，一開始是先學習踢足球並擔任守門員，但後來受他的兄弟影響改打籃球。多爾特在家附近的聖洛朗公園打街頭籃球，他透過打籃球來避免像他的一些朋友那樣加入街頭幫派。12歲時，多爾特開始在蒙特婁的Park Extension街區打有組織的籃球，並接受教練納爾遜·奧塞（Nelson Ossé）的教導。他在15歲時開始進行重量訓練，這時他的身高是5英尺11英寸（180公分），而在他接下來的青少年時期，他保持著每年增長約一英寸（2.54公分）的生長趨勢。

## 高中生涯
多爾特在魁北克省度過了他的高一賽季，他於布魯克伍德精英隊效力並參加業餘運動聯盟（AAU）的比賽。2015年7月，他代表加拿大參加阿迪達斯國家錦標賽，在4場比賽中場均得到9.2分和4個籃板。高二賽季，多爾特轉到位於佛羅里達州傑克遜維爾的阿靈頓鄉村日校以提升自己的競爭力並學習英語，在轉學之前，他的教練納爾遜·奧塞敦促他改善他糟糕的學習成績。2016年8月，多爾特在6場比賽中場均得到11.3分，帶領加拿大在阿迪達斯國家錦標賽中獲得第二名。在同一月晚些時候，他被邀請參加耐克美洲隊訓練營，並被評為最有價值球員（MVP）。
高三賽季，多爾特跟隨他在阿靈頓鄉村日校的教練肖恩·懷斯曼（Shaun Wiseman）一同轉到位於佛羅里達州奧蘭多的康拉德學院。2017年，他參加了阿迪達斯國家錦標賽和耐克青少年籃球對抗賽。多爾特還在BioSteel加拿大全明星高中生球賽上獲得30分，贏得球隊MVP的榮譽。高四賽季，多爾特加入位於安大略省莫諾鎮的預科學校運動員學院當中。2018年4月，他在BioSteel加拿大全明星高中生球賽中取得34分和8個籃板，並再次獲得球隊MVP的榮譽。

### 大學招募
2017年10月18日，他承諾為亞利桑那州立大學效力，成為該校自2007年詹姆斯·哈登以來最受期待的新人。
| 姓名 | 家鄉                                                            | 高中            | 身高                 | 體重        | 承諾日        |
| --- | --------------------------------------------------------------- | --------------- | -------------------- | ----------- | ------------- |
| 盧根茨·多爾特 SG | 蒙特婁                                                          | 運動員學院 (ON) | 6英尺5英寸（1.96米） | 200磅（91） | 10月 18, 2017 |
| 盧根茨·多爾特 SG | 招募星级： Scout： N/A Rivals： 247Sports： ESPN： ESPN評分：92 |                 |                      |             |               |
| 總體新秀排名： Rivals：N/A 247Sports：33 ESPN：N/A |                                                                 |                 |                      |             |               |
| - 附註：許多時候，Scout、Rivals、247Sports以及ESPN在身高體重的數據可能會不同 . - 在這種情況下選擇平均值，而ESPN grades滿分為100分。 來源： - . Rivals.com. [2018-11-25]. - . ESPN.com. [2018-11-25]. - . Rivals.com. [2018-11-25]. |                                                                 |                 |                      |             |               |

## 大學生涯
2018年11月6日，多爾特首次代表亞利桑那州立大學出戰，在對上加州州立大學富勒頓分校的比賽中，多爾特得到28分、9個籃板和3次抄截，並在兩次延長賽後以102-94贏得勝利，同時也打破了該校新生首次登場的得分紀錄。11月12日，多爾特在對上加州州立大學長堤分校的比賽中首次獲得雙十數據，得到12分和12個籃板，並以90-58戰勝對手。11月21日，多爾特參加米高梅度假村主賽事，在與猶他州立大學的重量級對決中，多爾特得到33分、7個籃板和4次助攻，是亞利桑那州立大學隊史新生得分第三多的球員，同時被選為錦標賽的最有價值球員。幾天後，多爾特也被選為太平洋十二校聯盟單週最佳球員。12月底時多爾特在進攻端遭遇困境，在12月15日至29日的四場比賽中，他總共45投僅9中。在大一新人賽季，多爾特入選太平洋十二校聯盟年度第二隊、最佳防守陣容、年度新人第一隊，並被選為年度最佳新人。
多爾特在亞利桑那州立大學在NCAA賽事中被淘汰後，宣布他將放棄剩餘三個賽季的大學資格，並且投入2019年NBA選秀。

## 職業生涯

### 奧克拉荷馬城雷霆（2019–至今）
多爾特在2019年NBA選秀落選後，與奧克拉荷馬城雷霆簽訂一份雙向合約。
2019年12月6日，多爾特首次登上NBA賽場，在對上明尼蘇達灰狼隊的延長賽中出賽7分鐘，獲得一個籃板。
2020年1月29日，在對上薩克拉門托國王隊的比賽中，多爾特獲得職業生涯新高的23分，並有2個籃板、1個抄截和1個阻攻，幫助球隊以120-100獲勝。
2020年2月23日，多爾特在對陣聖安東尼奧馬刺隊的比賽中拿出完美表現，全場6投6中，其中三分球2投2中，得到15分。
2020年6月24日，俄克拉荷馬城雷霆隊宣布，他們與多爾特重新簽訂一份4年540萬美元的合約。
在2020年NBA季後賽中，多爾特因為對休士頓火箭王牌後衛詹姆斯·哈登的防守而受到稱讚，從這一角度看來，他是NBA中「努力程度最高的防守球員」，是雷霆在季後賽首輪與火箭血戰七場的功臣。第七戰多爾特成為自科比·布萊恩特和勒布朗·詹姆斯後首位在季后賽第七場比賽中得到超過25分的21歲以下球員然而雷霆在決勝節比賽結束前25.9秒僅落後1分，並握有進攻球權，決定交由這場狀況最佳的多爾特最後4.8秒外線出手時被哈登蓋火鍋。多爾特抓下進攻籃板，但逼近邊線，急忙把球砸向哈登腳部，意圖讓哈登觸球出界可惜也被哈登閃過，球彈出界外，火箭重新取得球權，最終雷霆遺憾地敗給火箭。
2021年4月13日，在對上猶他爵士隊的比賽中，多爾特得到了職業生涯最高的42分，同時命中7顆三分球也是職業生涯的最高紀錄，但最終球隊仍以106-96的比數輸給對手。

## 國家隊生涯
2021年，多爾特首次入選加拿大國家男子籃球隊參加2020年東京奧運會的資格賽，但最終無緣獲得晉級門票。

## 生涯數據

### NBA

#### 例行賽
| 賽季    | 球隊             | GP | GS | MPG  | FG%  | 3P%  | FT%  | RPG | APG | SPG | BPG | PPG  |
| ------- | ---------------- | -- | -- | ---- | ---- | ---- | ---- | --- | --- | --- | --- | ---- |
| 2019–20 | 奧克拉荷馬城雷霆 | 36 | 28 | 22.8 | .394 | .297 | .792 | 2.3 | .8  | .9  | .1  | 6.8  |
| 2020–21 | 奧克拉荷馬城雷霆 | 52 | 52 | 29.7 | .387 | .343 | .744 | 3.6 | 1.7 | .9  | .4  | 14.0 |
| 生涯    | 生涯             | 88 | 80 | 26.9 | .389 | .333 | .756 | 3.1 | 1.3 | .9  | .3  | 11.1 |

#### 季後賽
| 賽季 | 球隊             | GP | GS | MPG  | FG%  | 3P%  | FT%  | RPG | APG | SPG | BPG | PPG  |
| ---- | ---------------- | -- | -- | ---- | ---- | ---- | ---- | --- | --- | --- | --- | ---- |
| 2020 | 奧克拉荷馬城雷霆 | 6  | 6  | 29.2 | .355 | .260 | .533 | 3.7 | 1.0 | .3  | 1.0 | 12.5 |
| 生涯 | 生涯             | 6  | 6  | 29.2 | .355 | .260 | .533 | 3.7 | 1.0 | .3  | 1.0 | 12.5 |

### 大學
| 賽季    | 球隊         | GP | GS | MPG  | FG%  | 3P%  | FT%  | RPG | APG | SPG | BPG | PPG  |
| ------- | ------------ | -- | -- | ---- | ---- | ---- | ---- | --- | --- | --- | --- | ---- |
| 2018–19 | 亞利桑那州大 | 34 | 33 | 31.5 | .405 | .307 | .700 | 4.3 | 2.3 | 1.5 | .2  | 16.1 |

## 外部連結
- 盧根茨·多特在fiba.basketball（英语）
- 盧根茨·多特在NBA官網（英语）
- 盧根茨·多特在NBA G聯盟官網（英语）
- 盧根茨·多特在Basketball-Reference.com（NBA）（英语）
- 盧根茨·多特在Basketball-Reference.com（NBA G聯盟）（英语）
- 盧根茨·多特在Basketball-Reference.com（國際）（英语）
- 盧根茨·多特在Sports-Reference.com（NCAA）（英语）
- 盧根茨·多特在ESPN（NBA）（英语）
- 盧根茨·多特在Eurobasket.com（球員）（英语）
- 盧根茨·多特在Proballers（英语）
- 盧根茨·多特在RealGM（英语）